# Manduamas Lama
Manduamas Lama is een bestuurslaag in het regentschap Tapanuli Tengah van de provincie Noord-Sumatra, Indonesië. Manduamas Lama telt 3377 inwoners (volkstelling 2010).